# Born on the First of July
Born on the First of July è il secondo album in studio della band pop punk Chixdiggit!, pubblicato nel 1998 dalla Honest Don's Hardly.

## Tracce
Tutte le canzoni sono scritte da KJ Jansen, eccetto dove indicato.
1. Gettin' Air - 1:33
2. My Girl's Retro - 1:09
3. Sikome Beach - 1:49
4. Chupacapras - 2:00
5. Quit Your Job - 0:25
6. My Restaurant - 2:07
7. Julianne - 1:04
8. 20 Times - 2:28
9. Ohio - 1:44
10. Haven't Got Time For - 1:38
11. 2000 Flushes - 0:58
12. Brunette Summer - 4:33
13. Nobody (Sylvia Kirby cover) (scritta da Kye Fleming, Dennis W. Morgan)  - 2:11
  - La traccia 13 non compare nell'elenco.

## Formazione
- KJ Jansen - chitarra, voce
- Michael Eggermont - basso
- Mark O'Flaherty - chitarra, voce
- Dave Alcock - batteria